# Sophia Bennett
Sophia Bennett (Richmond, 1966) is een Britse schrijfster van verschillende romans voor kinderen en volwassenen. Haar debuutroman Threads won de Times/Chicken House-wedstrijd in 2009. In 2017 won Love Song de Goldsboro Books Romantic Novel of the Year. Haar boeken zijn over de hele wereld verschenen. In het Nederlands taalgebied is zij vooral bekend vanwege haar detectivereeks over Koningin Elizabeth II.

## Biografie
Bennett is geboren in Yorkshire en heeft als kind in verschillende landen gewoond, zoals in West-Duitsland en Hongkong. Ze is gepromoveerd in moderne Italiaanse literatuur aan de Universiteit van Cambridge.

### Romans
- Threads (2009) - winnaar Times/Chicken House-wedstrijd 2009[2]
- Beads (2010)
- Stars (2011)
- The Look (2012)
- You Don't Know Me (2013)
- The Castle (2014)
- Love Song (2016) - romantische roman van het jaar 2017 volgens de Britse Romantic Novelists' Association[3]
- Following Ophelia (2017)
- The Windsor Knot (2020)
  - De moord op Windsor Castle (2021)
- A Three Dog Problem (2021)
  - De moord op Buckingham Palace (2022)
- Murder Most Royal (2022)
  - De moord op Sandringham Castle (2023)[6]
- A Death in Diamonds (2024)